# Hrádek (Ctiboř)
Hrádek (Duits: Hradek of Hradek bei Flesching) is een Tsjechische plaats in de gemeente Ctiboř in de regio Midden-Bohemen en maakt deel uit van het district Benešov. Het dorp ligt op ongeveer 1 km afstand van Ctiboř.
Hrádek telt 22 inwoners (2021).

## Geschiedenis
De eerste schriftelijke vermelding van het dorp dateert van 1356.
In de beginperiode stond er een fort in het Hrádek, maar dat werd in 1467 veroverd en platgebrand door koning George van Podiebrad, nadat de eigenaar zich had aangesloten bij een mislukte opstand. Na 1500 kwam het dorp in handen van de familie Trčků. In 1547 werd het dorp door de familie verkocht aan de stad Vlašim. In de 17e eeuw Hrádek een populair pelgrimsoord.
Tussen 1844 en 1886 werkte Antonín Norbert Vlasák (1812–1901), een regionaal historicus en kroniekschrijver, hier als pastoor.
Sinds 1960 maakt Hrádek deel uit van de gemeente Ctiboř.

## Verkeer en vervoer

### Autowegen
Er leidt een regionale weg naar het dorp.

### Spoorlijnen
Er is geen spoorlijn of station in Hrádek.

### Buslijnen
Er halteert geen bus in het dorp. De dichtstbijzijnde bushalte is in Ctiboř.

## Bezienswaardigheden
- Restanten van het fort en de burcht;
- Dorpskapel;
- Sint-Matteüskerk.

## Galerij

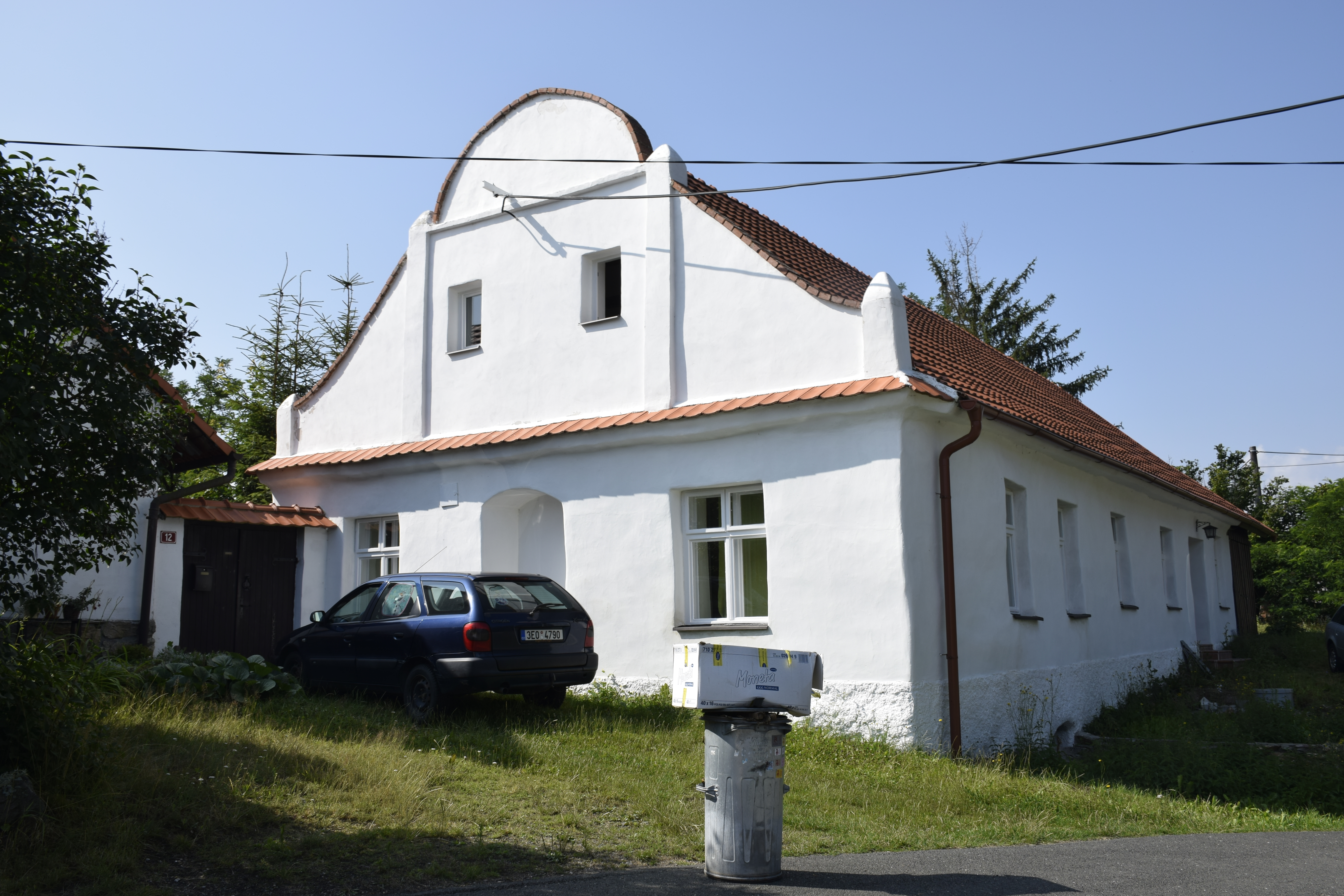
Huis in het dorp (2019)
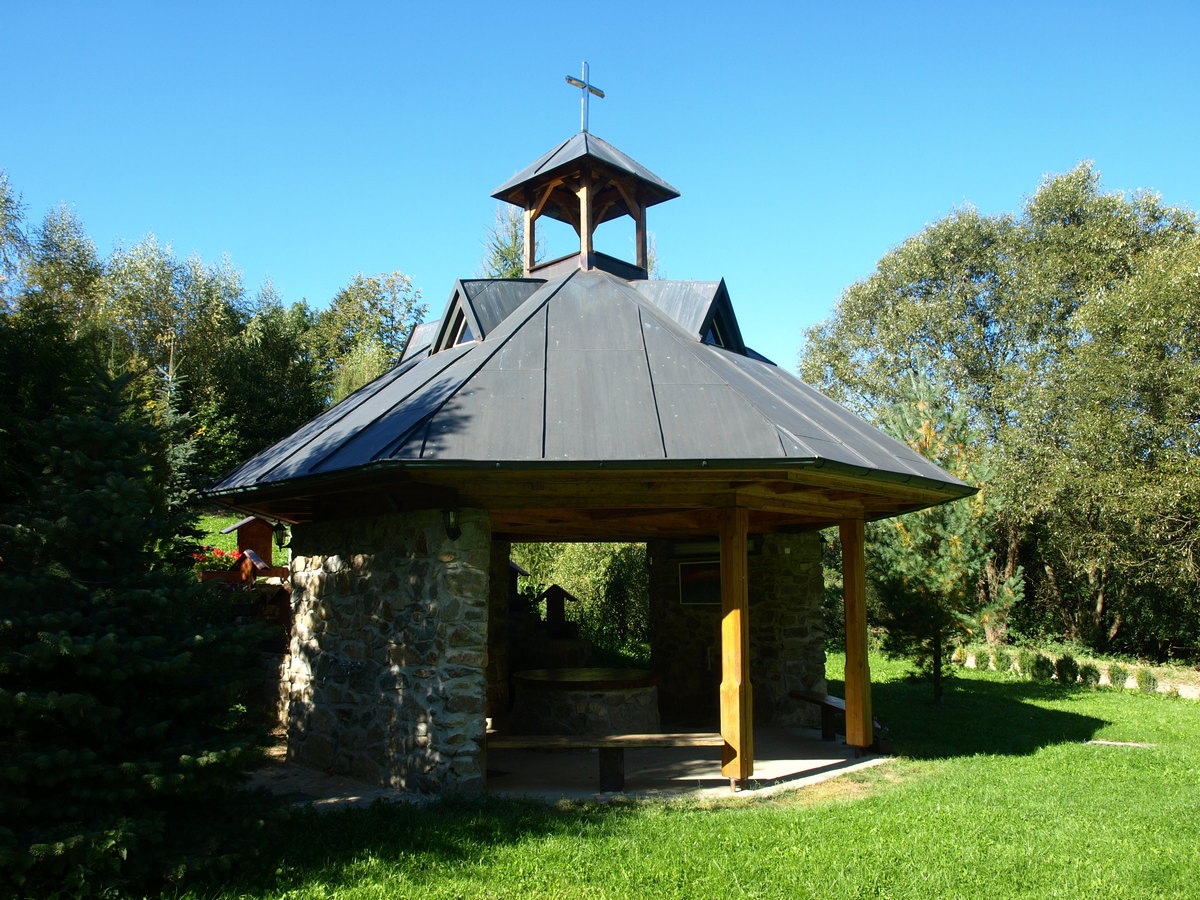
Dorpskapel (2021)
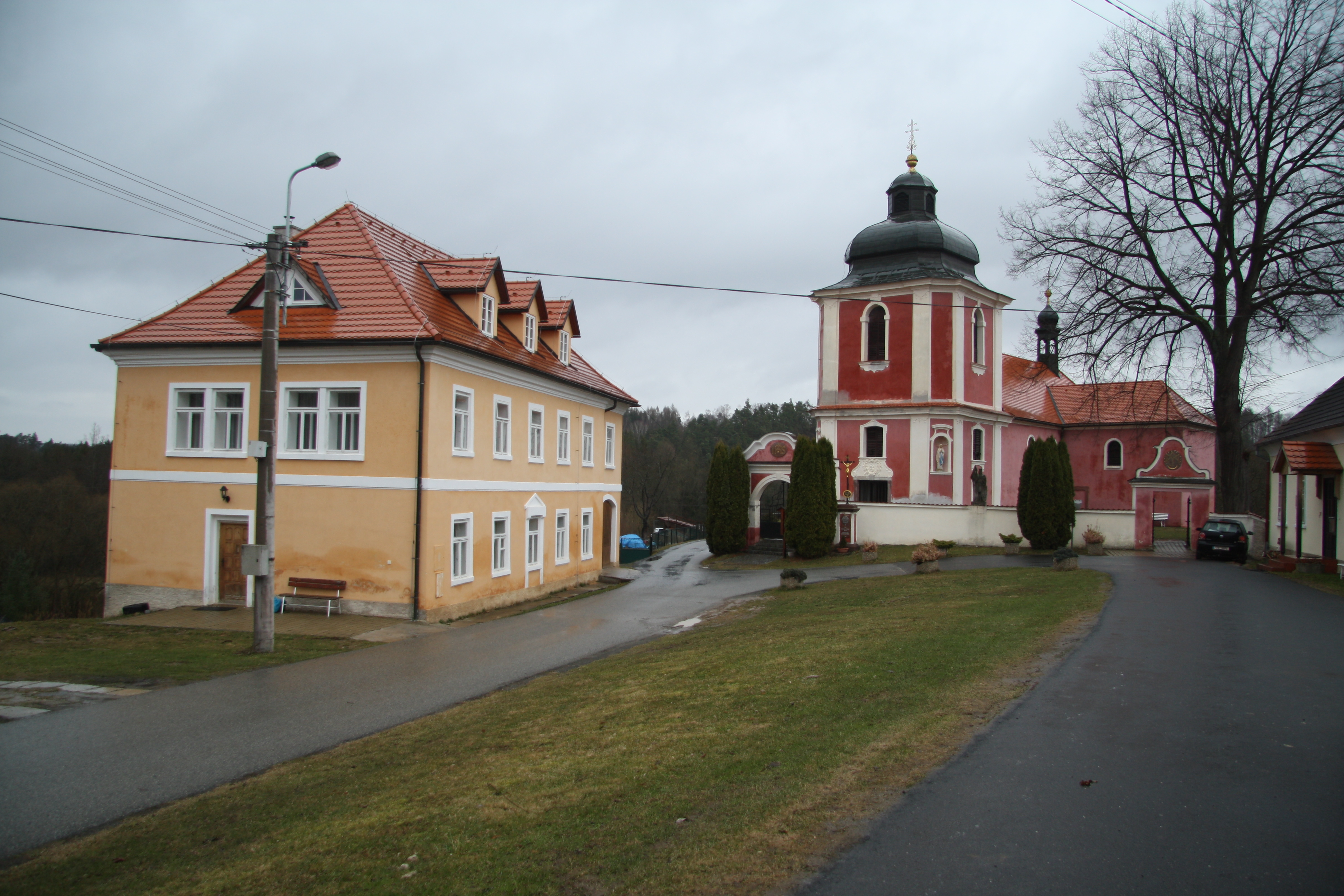
Sint-Matteüskerk (2019)
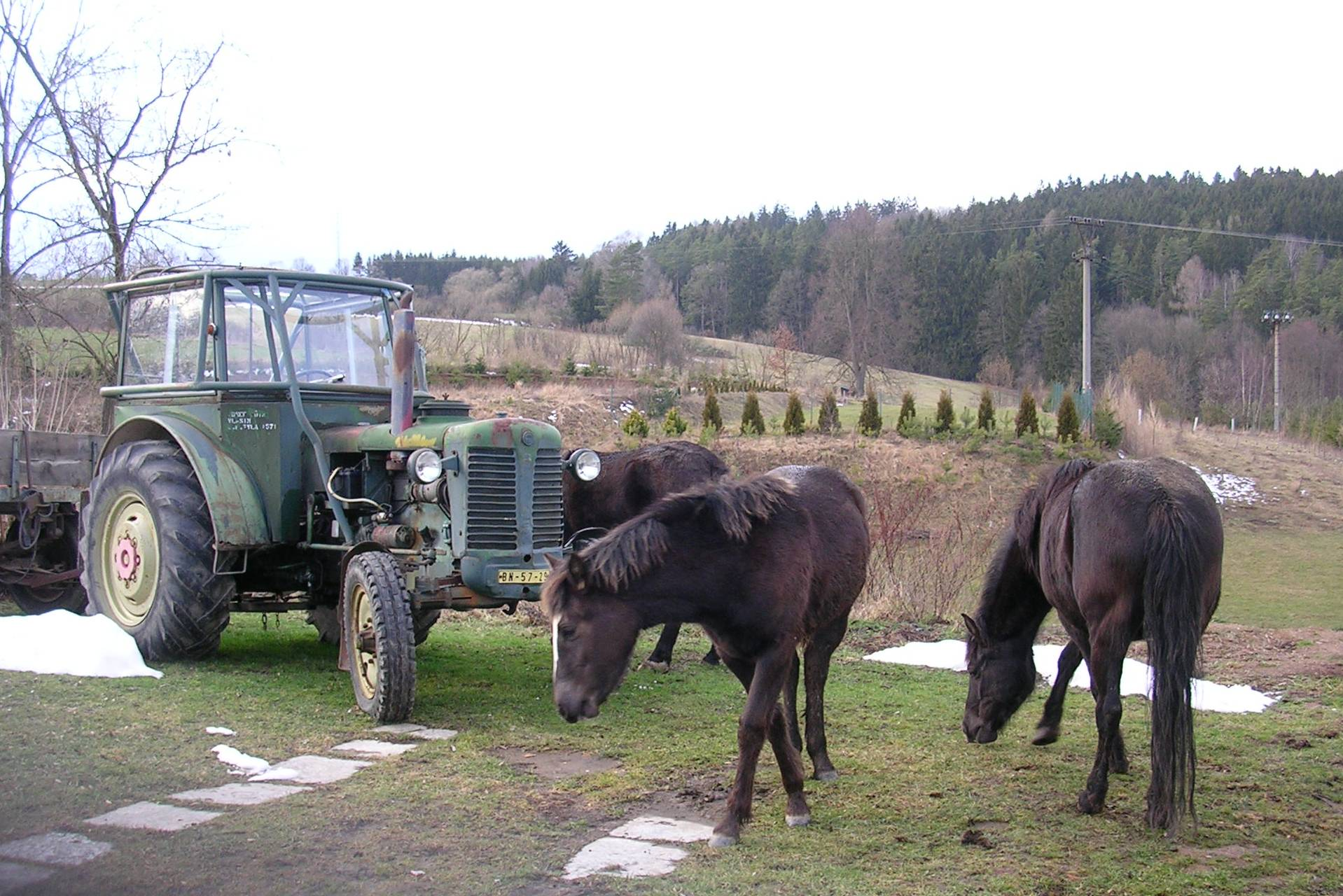
Boerderij nabij het dorp (2007)
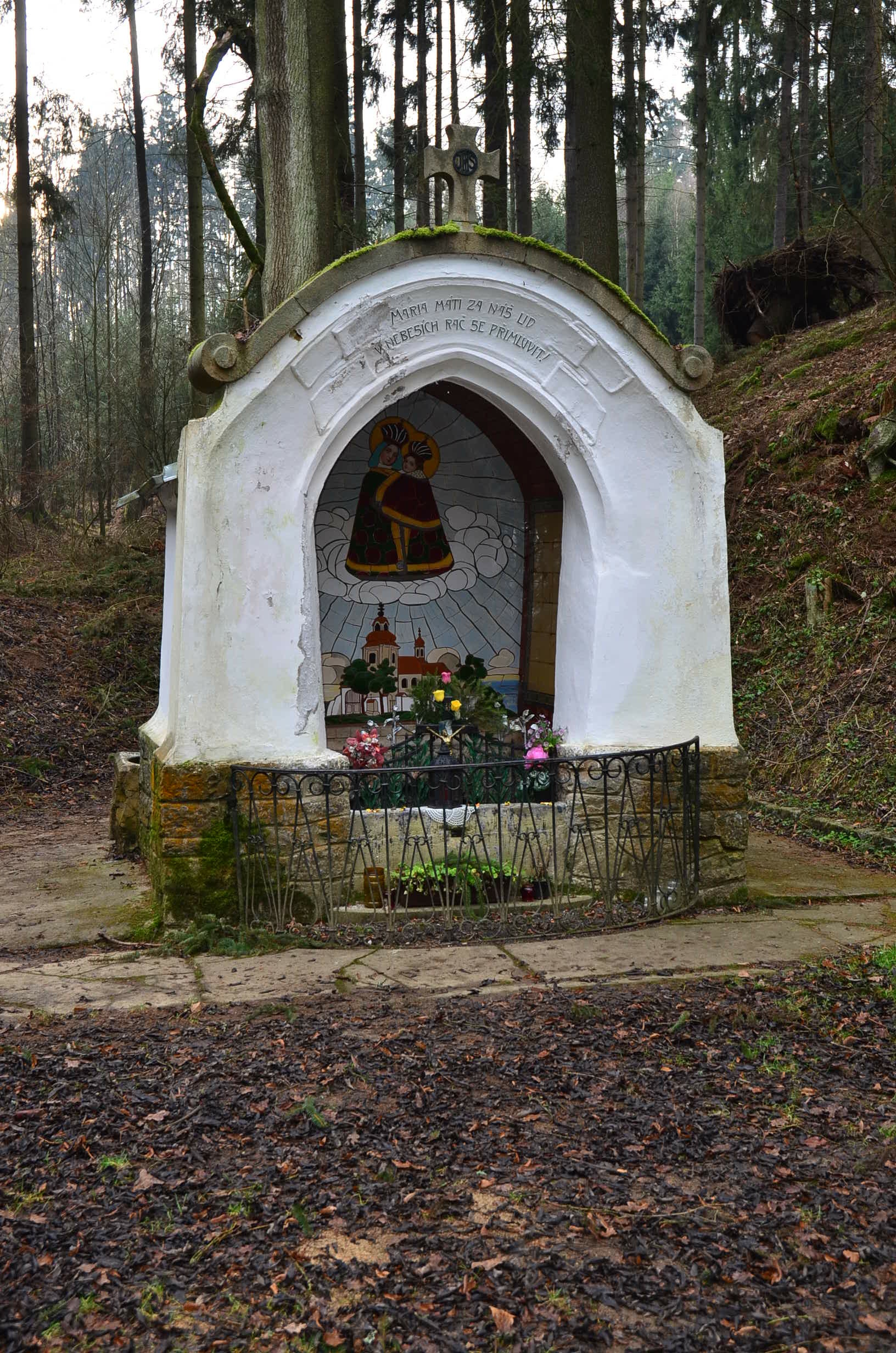
Boskapel in de buurt van het dorp (2013)